# Коворотний Сергій Володимирович
Сергі́й Володи́мирович Коворо́тний (12 грудня 1977 — 26 серпня 2014) — прапорщик Збройних сил України, учасник російсько-української війни.

## Бойовий шлях
Народився 1977 року в селі Колісники (Ніжинський район, Чернігівська область). Виростив Сергія рідний дядько, Олексій Семенович. 1996 року призваний на дійсну військову службу. Інструктор з водіння, 169-й навчальний центр Сухопутних військ.
В зоні бойових дій з кінця червня 2014 року. Що перебуває на передовій, не казав до останнього. Щовечора дзвонив додому, щоби побажати синові доброї ночі. Бойова група, в складі якої був і Сергій, кілька діб вела бої з російськими військами. 26 серпня загинув внаслідок обстрілу терористами з РСЗВ «Град» позицій підрозділу під Новосвітлівкою.
Без Сергія залишилась дружина Оксана, прийомний син Ілля та син 2010 р.н.
Похований в місті Шостка.

## Нагороди та вшанування
За особисту мужність і героїзм, виявлені у захисті державного суверенітету та територіальної цілісності України, вірність військовій присязі під час російсько-української війни, відзначений — нагороджений
- орденом «За мужність» III ступеня (посмертно).
- лютим 2015-го на його честь відкрито пам'ятну дошку в Шостці на будинку, де він мешкав.
- було відкрито пам'ятну дошку на школі в селі Колісники, Ніжинського району, Чернігівської області де він навчався. Також ім'ям Сергія Коворотного названо вулицю в селі Колісники.
- Його портрет розміщений на меморіалі «Стіна пам'яті полеглих за Україну» у Києві: секція 3, ряд 2, місце 14
- Вшановується 26 серпня на щоденному ранковому церемоніалі вшанування українських захисників, які загинули цього дня у різні роки внаслідок російської збройної агресії[1]